# Santo Domingo International 2019
Die Santo Domingo International 2019 (auch als Santo Domingo Open 2019 bekannt) im Badminton fanden vom 22. bis zum 26. Oktober 2019 in Santo Domingo statt.

## Medaillengewinner
| Disziplin    | Gold                               | Silber                             | Bronze                                                   |
| ------------ | ---------------------------------- | ---------------------------------- | -------------------------------------------------------- |
| Herreneinzel | Brian Yang                         | Kevin Cordón                       | Osleni Guerrero                                          |
| Herreneinzel | Brian Yang                         | Kevin Cordón                       | Alex Lane                                                |
| Dameneinzel  | Fabiana Silva                      | Ruhi Raju                          | Nairoby Abigail Jiménez                                  |
| Dameneinzel  | Fabiana Silva                      | Ruhi Raju                          | Jaqueline Lima                                           |
| Herrendoppel | Osleni Guerrero Leodannis Martínez | Fabrício Farias Francielton Farias | Xavier Laperriere Thien Quan Nicolas Nguyen              |
| Herrendoppel | Osleni Guerrero Leodannis Martínez | Fabrício Farias Francielton Farias | Phone Pyae Naing Sahil Sipani                            |
| Damendoppel  | Jaqueline Lima Sâmia Lima          | Camille Leblanc Alexandra Mocanu   | Mileiky Acosta Michelle Alexandra Guzman Moreno          |
| Damendoppel  | Jaqueline Lima Sâmia Lima          | Camille Leblanc Alexandra Mocanu   | Nairoby Abigail Jiménez Bermary Altagracia Polanco Muñoz |
| Mixed        | Fabrício Farias Jaqueline Lima     | Francielton Farias Sâmia Lima      | Cesar Adonis Brito Gonzalez Nairoby Abigail Jiménez      |
| Mixed        | Fabrício Farias Jaqueline Lima     | Francielton Farias Sâmia Lima      | Thien Quan Nicolas Nguyen Alexandra Mocanu               |